# Diego Ramos
Diego César Ramos (San Martín, 29 novembre 1972) è un attore argentino.

## Biografia
Nasce nel 1972 a San Martín. Inizia la sua carriera come attore tra il 1994 e il 1995 con la telenovela Montaña rusa, dove interpreta il personaggio di Maximiliano. Dopo ha partecipato ad altre telenovelas e fiction tra cui Muñeca brava, Verano del '98, Ricos y famosos, Pedro el Escamoso, Ángel de la guarda mi dulce compañía, Il mondo di Patty, Los exitosos Pells, Sr. y Sra. Camas e Violetta,
Nel 2008 ha vinto un premio ai Martín Fierro, mentre nel 2009 ha ricevuto una nomination ai Premios Clarín.

## Filmografia (parziale)
- Montaña rusa (1994-1995)
- El Señor D (1995)
- Ricos y famosos (1996-1997)
- Muñeca brava (1998-1999)
- Verano del '98 (1999-2000)
- Pedro el Escamoso (2001)
- Ángel de la guarda mi dulce compañía (2003)
- El auténtico Rodrigo Leal (2003)
- Il mondo di Patty (Patito Feo) (2007-2008)
- Los exitosos Pells (2008)
- Herencia de amor (2009-2010)
- Sr. y Sra. Camas (2011)
- Violetta (2012-2015)
- Solamente vos (2013)
- Educando a Nina (2016)
- Tini - La nuova vita di Violetta (2016)

## Premi e candidature
- Premio Martín Fierro
  - 2008

- Premio Clarín
  - 2009 Nomination